# Aufforstungs-Kommission
Die Aufforstungs-Kommission des Niederlausitzer Braunkohlenvereins e. V. war ein Zusammenschluss von Bergbauunternehmen im Lausitzer Braunkohlenrevier zur Rekultivierung der Kippenlandschaften in der ersten Hälfte des 20. Jahrhunderts.

## Geschichte

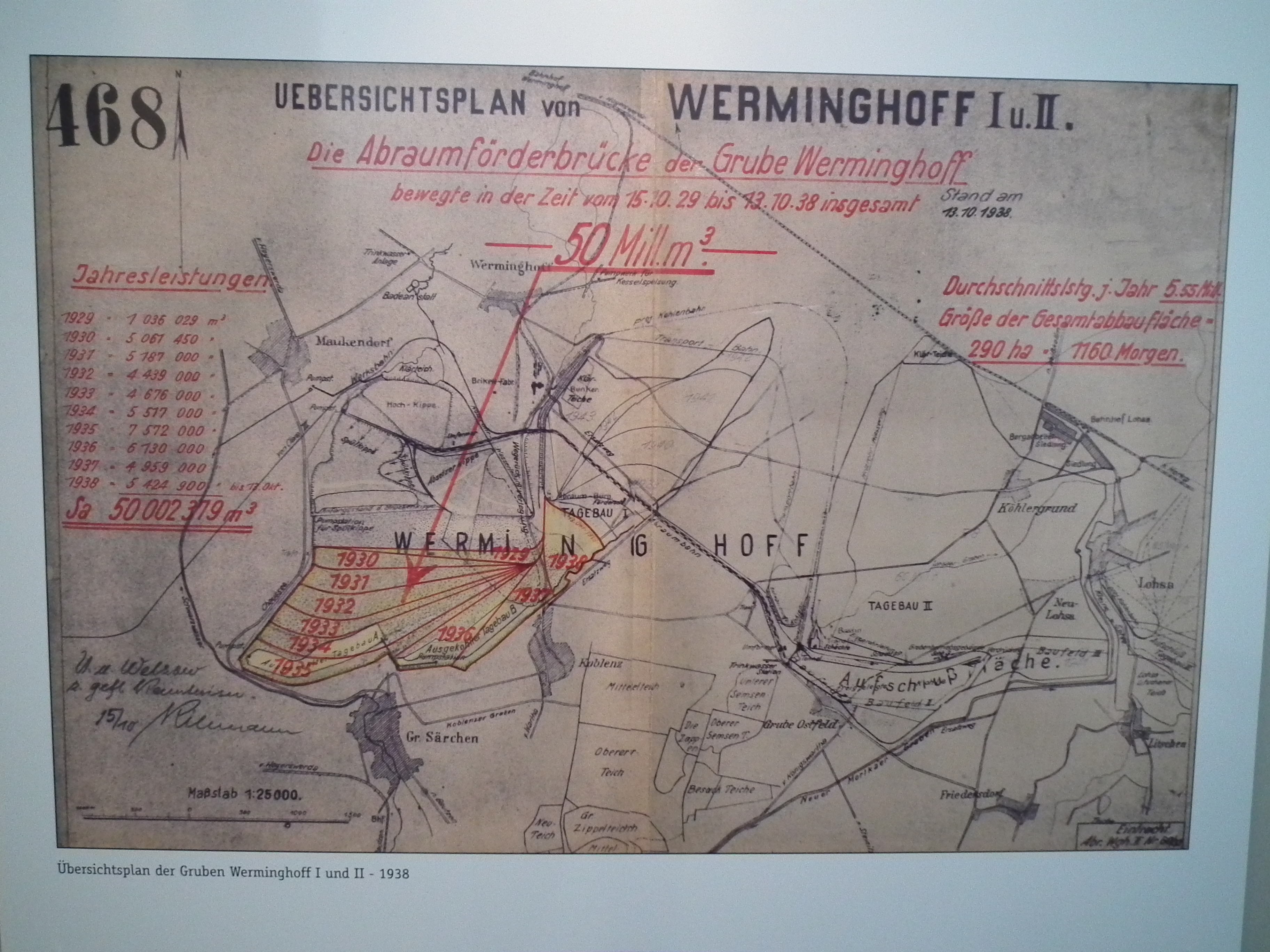
Übersichtsplan der Tagebaue Werminghoff I (Knappensee und Graureihersee) und Werminghoff II (Mortka-See und Silbersee) der Eintracht AG, 1938

Die Aufforstungskommission des Niederlausitzer Braunkohlenvereins e. V. wurde 1928 auf Betreiben von Hugo Gabelmann, Direktor der Niederlausitzer Kohlenwerke, gegründet. Die Kommission bestand von 1928 bis zu ihrer kriegsbedingten Auflösung 1944. Durch die Einrichtung wollten die Bergbautreibenden staatlichen Reglementierungen zuvorkommen. Zwischen 1846 und 1930 waren im Lausitzer Braunkohlenrevier bereits 2369 ha Wald, 772 ha Ackerland und 20 ha sonstige Nutzflächen dem Bergbau zum Opfer gefallen. Die Kommission übernahm beratende Aufgaben gegenüber den Unternehmen. Hierzu gehörten die Erstellung von Aufforstungsplänen, Kulturbodengutachten und Meliorationsempfehlungen, jährlichen Kippenbegehungen sowie das Veranlassen von Rekultivierungsversuchen. In der Kommission trafen Unternehmen, aber auch Rekultivierungsexperten, wie Rudolf Heuson oder Hans-Joachim Copien, zusammen. Dies begünstigte den fachlichen Erfahrungsaustausch. Die Erfolge der Kommission waren offensichtlich: Während 1925 bis 1929 gerade einmal 1276 ha (ø 255 ha/a) aufgeforstet wurden, stiegen die Zahlen im Zeitraum 1930 bis 1938 auf 3885 ha (ø 486 ha/a). Bei diesen Statistiken darf allerdings nicht vergessen werden, dass seit 1932 mit der preußischen „Mutterbodenrichtlinie“ offiziell eine Verpflichtung zur Rekultivierung bestand, auch wenn sie den Unternehmen viele Möglichkeiten zur Umgehung beließ. Außerdem erfolgte nur die Schaffung forstwirtschaftlicher Flächen, wohingegen landwirtschaftliche Nutzflächen in der Lausitz erst in der DDR in größerem Ausmaß wiederhergestellt werden konnten.

## Mitglieder (Auswahl)

### Unternehmen
- Braunkohlen- und Brikett-Industrie AG (BUBIAG)
- Eintracht Braunkohlenwerke und Brikettfabriken AG
- Ilse Bergbau AG
- Mitteldeutsche Stahlwerke AG
- Niederlausitzer Kohlenwerke (NKW)
- Senftenberger Kohlenwerke AG

### Personen (Auswahl)
- Hans-Joachim Copien
- Hugo Gabelmann (bis 1930)
- Rudolf Heuson (1931 bis 1941)
- Curt Kraemer (ab 1935)
- Gerhard Rodatz (ab 1930; Leiter 1930 bis 1944)
- Revierförster Schnädelbach
- Oberingenieur Teumer (1929; erster Leiter)